# Bohunka Koklesová
Doc. Mgr. Bohunka Koklesová, PhD. (roz. Bačová; * 26. března 1972, Žiar nad Hronom) je slovenská historička umění, kurátorka a vysokoškolská pedagožka, od roku 2019 rektorka Vysoké školy výtvarných umění v Bratislavě.

## Životopis
Je dcerou slovenského akademického malíře Bohumila Bači.
V roce 1995 vystudovala vědu o výtvarném umění na Filozofické fakultě Univerzity Komenského v Bratislavě. Titul Ph.D. získala v roce 2010 na Katedře teorie a dějin umění Vysoké školy výtvarných umění. V roce 2017 se stala docentkou. V současnosti působí jako pedagožka a historička umění. Po třech obdobích ve funkci prorektorky ji v roce 2019 jmenovala prezidentka Zuzana Čaputová rektorkou VŠVU. Specializuje se na teorii fotografie a vztah mezi uměním a politikou.
V roce 2010 publikovala knihu V tieni Tretej ríše s podtitulem Oficiálne fotografie slovenského štátu, která byla výsledkem jejího několikaletého výzkumu tohoto období. V roce 2018 publikovala knihu Súmrak doby, mapující léta 1945–1956. V roce 2016 spolupracovala s kurátorkami Slovenské národní galerie, Kateřinou Bajcurovou a Petrou Hanákovou, na výstavě Sen x skutočnosť / Umenie a propaganda 1939-1945, která se stala nejnavštěvovanější výstavou roku a získala cenu Nadace Tatra banky.

## Výstavy (výběr)
- 2009 - Osemdesiate – postmoderna v slovenskom výtvarnom umení 1985-1992, Slovenská národní galerie v Bratislavě, duben – srpen 2009, spolukurátor fotografické části výstavy[6]
- 2009 - Zóna okraja (Jana Hojstričová, Silvia Saparová, Petra Bošanská), Dům fotografie, Liptovský Mikuláš, květen 2009
- 2009 – Archive, ateliér o fotografii, Open Gallery, Bratislava, listopad 2009
- 2009 – The Slovak Body, the contemporary Slovak photography, GalleryM, Soul, Korea, listopad 2009
- 2010 – Zóna okraja III. (Petra Bošanská, Jana Hojstričová, Marko Horban, Silvia Saparová, O. T. Stefanovič), Galerie Solnice, České Budějovice, únor 2010
- 2010 - V tieni Tretej ríše, oficiálne fotografie slovenského štátu, výstavní síň Univerzitní knihovny Bratislava, listopad (Měsíc fotografie 2010)
- 2011 - W cienju Trzeciej Rzeszy, Stara Galeria ZPAF, Varšava, Polsko
- 2011 – 2012 – Nové Slovensko (ťažký) zrod moderného životného štýlu 1918–1949, Slovenská národní galerie (odborná spolupráce na výstavě)
- 2011 – Obraz, ve kterém žijeme (práce studentů studijních programů a oborů fotografie na českých a slovenských vysokých uměleckých školách – 68 vystavujících), Galerie Emila Filly, Muzeum města Ústi nad Labem, říjen – listopad, Ústí nad Labem (spolu s kurátorkou Vendulou Fremlovou)

## Publikace (výběr)
- 2008 - Jozef Cincík, slovenská armáda na východnom fronte, In: Mesiac fotografie 2008 (katalog), Bratislava 2008[6]
- 2008 - Ženy zaujaté modernizmom: Príbeh Ivy Mojžíšovej, 261 s.: il. čb. In: Artemis a Dr. Faust: ženy v českých a slovenských dějinách umění. edice Žena a věda, sv. 3. Praha: Nakladatelství Academia, 2008. ISBN 978-80-200-1607-2. s. 152–169.
- 2009 – Umenie v postmediálnej situácii, In: Vysoká škola výtvarných umení 1949–1960, Bratislava: VŠVU (u příležitosti 60. výročí založení), 2009, s. 41-44, ISBN 978-80-89259-25-0
- 2010 - Koklesová, Bohunka (ed.): V hľadaní prameňov (recenzovaný sborník z konference konané v září 2009). VŠVU, 2010, 183 s.